# 34. pehotni polk (Avstro-Ogrska)
Za druge 34. polke glejte 34. polk.
34. pehotni polk (izvirno nemško Infanterie-Regiment Nr. 34; dobesedno slovensko: Pehotni polk št. 34) je bil pehotni polk k.u.k. Heera.

## Poimenovanje
- Ungarisches Infanterie Regiment »Wilhelm I. Deutscher Kaiser und König von Preußen« Nr. 34/Madžarski pehotni polk »Viljem I., nemški cesar in kralj Prusov« št. 34
- Infanterie Regiment Nr. 34 (1915 - 1918)

## Zgodovina
Polk je bil ustanovljen leta 1733. 

### Prva svetovna vojna
Polkovna narodnostna sestava leta 1914 je bila sledeča: 91% Madžarov in 9% drugih. Naborni okraj polka je bil v Košicah, pri čemer so bile polkovne enote garnizirane sledeče: Košice (štab, I., III., IV. btl) in Rogatica (II. bataljon).
Med prvo svetovno vojno se je polk bojeval tudi na soški fronti.
V sklopu t. i. Conradovih reform leta 1918 (od junija naprej) je bilo znižano število polkovnih bataljonov na 3.

## Organizacija
1918 (po reformi)
- 1. bataljon
- 3. bataljon
- 4. bataljon

## Poveljniki polka
- 1859: Alexander Benedek[8]
- 1865: Alexander Benedek[9]
- 1879: Stephan Haas[10]
- 1908: Georg Mladenović[11]
- 1914: August Boyer[1]